# Charles-César Clerc de Landresse
Pour les articles homonymes, voir Clerc.
Charles-César Clerc de Landresse (1801-1867) est un avocat franc-comtois qui a été maire de Besançon sous le Second Empire.

## Biographie
Charles-César Clerc de Landresse est né à Baume-les-Dames, le 3 mai 1801 ; il est issu d’une famille qui appartenait à la magistrature locale ; c’est par décret impérial du 16 août 1860, que l’empereur Napoléon III  autorise Charles-César Clerc à ajouter à son patronyme « de Landresse ».
Après des études classiques, il s’inscrit à l’école de droit de Dijon et prête serment d’avocat en 182. Marié et contraint de subvenir aux besoins de sa famille, il s’établit près le tribunal d’Arbois, où il se fait rapidement une clientèle ; la popularité dont il jouit le pousse à accepter la fonction de maire, fonction qu’il exerce pendant deux ans.
En 1834, il s’installe à Besançon, devient l’un des plus brillants avocats du barreau et est réélu sept fois bâtonnier.
Bonapartiste, dévoué aux institutions impériales dans lesquelles il voyait le salut du pays, il est nommé maire de Besançon par décret du 14 juillet 1860 et il est installé solennellement le 12 août suivant. Il succède à César Convers, républicain devenu bonapartiste après le coup d'état de 1851.
Besançon lui doit la création d’une école d’horlogerie et d’une école de musique, la construction du quartier Saint-Amour, l’acquisition du Palais Granvelle par la ville en 1864, l’achèvement des travaux de captage de la source d’Arcier…..
Promu à la dignité d’officier de la Légion d'honneur en 1864, il est réélu la même année à la tête de la municipalité. Il a été conseiller général du canton nord de Besançon l’année précédente.
Il décède le 31 août 1867 durant l'exercice de sa fonction de maire ; ses funérailles ont lieu le 1er septembre en l’église Notre-Dame.